# I Исаврийский Стрелковый легион
I Исаврийский Стрелковый легион (лат. Legio I Isaura Sagittaria) — один из легионов поздней Римской империи.
По названию легиона ясно, что он, вероятно, был набран в Исаврии до 278/279 года. Возможно, что основателем этого легиона был император Проб, использовавший его в кампании против горных племен Киликии. Однако, на данный момент эта версия считается недостаточно обоснованной. Прозвище sagittaria показывает, что в легионе присутствовало много лучников, что достаточно необычно для тех времён. В начале IV века численность легиона достигла 6 тысяч, но в течение столетия она уменьшилась до 2 тысяч. Он имел статус лимитана и находился в ведении комита Исаврии.
В 354 году I Исаврийский, II Исаврийский и III Исаврийский легионы под командованием комита Кастриция успешно защищали Селевкию. I Исаврийский Стрелковый легион был мобилизован по приказу императора Валента в качестве псевдокомитата и отправлен на борьбу с узурпатором Прокопием. В 368 году легион вернулся к своим обыкновенным обязанностям, то есть к удержанию в покорности исавров.
В начале V века легион упоминается в Notitia Dignitatum под командованием военного магистра Востока.